# Renault R30
Renault R30 je vůz týmu Renault F1, který se účastnil mistrovství světa v roce 2010. Monopost byl představen 31. ledna 2010 ve Valencii.

## Stručný popis
Vůz je černo-žlutého zbarvení. Není již v barvách dřívějšího sponzora, nizozemské banky ING, který tým opustil předchozí rok po tzv. Singapurské aféře. Vůz pohání agregát Renault RS27.

## Týmové údaje
V tomto monopostu závodili roku 2010 polský jezdec Robert Kubica a Vitalij Petrov, první ruským jezdec ve formuli 1. Jedním z testovacích pilotů týmu byl též Čech Jan Charouz. Tým Renault tohoto roku pokračoval s francouzskou licencí, přestože již nebyl vlastněn samotnou automobilkou, ale lucemburským podnikatelem Gérardem Lopezem a jeho společností Genii Capital.

## Výsledky v sezoně 2010
| Legenda k tabulce | Legenda k tabulce                                                                       |
| Barva             | Výsledek                                                                                |
| ----------------- | --------------------------------------------------------------------------------------- |
| Zlatá             | Vítěz                                                                                   |
| Stříbrná          | 2. místo                                                                                |
| Bronzová          | 3. místo                                                                                |
| Zelená            | Bodované umístění                                                                       |
| Modrá             | Nebodované umístění                                                                     |
| Modrá             | Dokončil neklasifikován (NC)                                                            |
| Fialová           | Odstoupil (Ret)                                                                         |
| Červená           | Nekvalifikoval se (DNQ)                                                                 |
| Červená           | Nepředkvalifikoval se (DNPQ)                                                            |
| Černá             | Diskvalifikován (DSQ)                                                                   |
| Bílá              | Nestartoval (DNS)                                                                       |
| Bílá              | Závod zrušen (C)                                                                        |
| Světle modrá      | Pouze trénoval (PO)                                                                     |
| Světle modrá      | Páteční testovací jezdec (TD)                                                           |
| Bez barvy         | Netrénoval (DNP)                                                                        |
| Bez barvy         | Vyřazen (EX)                                                                            |
| Bez barvy         | Nepřijel (DNA)                                                                          |
| Bez barvy         | Odvolal účast (WD)                                                                      |
| Bez barvy         | Nezúčastnil se (prázdné)                                                                |
| Označení          | Význam                                                                                  |
| Tučnost           | Pole position                                                                           |
| Kurzíva           | Nejrychlejší kolo                                                                       |
| †                 | Jezdec nedojel do cíle, ale byl klasifikován, protože odjel více než 90 % délky závodu. |
| ‡                 | Byl udělován poloviční počet bodů, protože bylo odjeto méně než 75 % délky závodu.      |
| Horní index       | Umístění bodujících jezdců ve sprintu                                                   |

| Rok  | Šasi        | Motor               | Pneu | Jezdci | 1   | 2   | 3   | 4   | 5   | 6   | 7   | 8   | 9   | 10  | 11  | 12  | 13  | 14  | 15  | 16  | 17  | 18  | 19  | Body | Umístění |
| ---- | ----------- | ------------------- | ---- | ------ | --- | --- | --- | --- | --- | --- | --- | --- | --- | --- | --- | --- | --- | --- | --- | --- | --- | --- | --- | ---- | -------- |
| 2010 | Renault R30 | Renault RS27 2.4 V8 | B    |        | BHR | AUS | MAL | CHN | ESP | MON | TUR | CAN | EUR | GBR | GER | HUN | BEL | ITA | SIN | JPN | KOR | BRA | ABU | 163  | 5.       |
| 2010 | Renault R30 | Renault RS27 2.4 V8 | B    | Kubica | 11  | 2   | 4   | 5   | 8   | 3   | 6   | 7   | 5   | Ret | 7   | Ret | 3   | 8   | 7   | Ret | 5   | 9   | 5   | 163  | 5.       |
| 2010 | Renault R30 | Renault RS27 2.4 V8 | B    | Petrov | Ret | Ret | Ret | 7   | 11  | 13  | 15  | 17  | 14  | 13  | 10  | 5   | 9   | 13  | 11  | Ret | Ret | 16  | 6   | 163  | 5.       |